# Marco Materazzi
Marco Materazzi (Lecce, 19 agosto 1973) è un allenatore di calcio ed ex calciatore italiano, di ruolo difensore. Con la nazionale italiana è diventato campione del mondo nel 2006.
Soprannominato Matrix, si è affermato a livello nazionale con il Perugia, per poi legare la maggior parte della sua carriera all'Inter, dove ha militato per un decennio, vincendo cinque campionati italiani consecutivi (dal 2006 al 2010), quattro Coppe Italia (2005, 2006, 2010 e 2011), quattro Supercoppe italiane (2005, 2006, 2008 e 2010), una UEFA Champions League (2010) e una Coppa del mondo per club FIFA (2010). Dopo avere concluso l'esperienza italiana si è trasferito nel campionato indiano, cominciandovi — dopo il ritiro dai campi — la carriera da allenatore.
Difensore spesso criticato per l'esuberanza dei suoi interventi, si è comunque distinto per le notevoli capacità nel gioco aereo e nei calci piazzati, mettendo a referto un considerevole quantitativo di reti per il suo ruolo. In nazionale conta 41 presenze e 2 gol, entrambi realizzati nel vittorioso campionato mondiale del 2006: le marcature gli hanno permesso di risultare, al pari di Luca Toni, il miglior realizzatore azzurro della competizione. A differenza di Luca Toni, Materazzi tirò anche uno dei cinque rigori in finale, segnandolo.
Nel 2021 è entrato a far parte della Hall of Fame dell'Inter.

## Biografia
È nato a Lecce da Giuseppe Materazzi, all'epoca calciatore della squadra locale, e Anna Inzaina (deceduta il 30 agosto 1988), entrambi sardi, rispettivamente di Arborea e Tempio Pausania. È fratello di Matteo, procuratore sportivo nato il 27 aprile 1976, e Monia: quest'ultima rimase vedova il 28 novembre 2011, dopo la scomparsa del marito Maurizio Maestrelli (figlio dell'ex allenatore Tommaso). Sposato con Daniela dal 23 giugno 1997, ha avuto tre figli: Anna, Gianmarco e Davide. Appassionato di pallacanestro, in carriera vestì il numero 23 in onore dell'ex cestista Michael Jordan.
Simpatizzante della Lazio in età giovanile, nel 2007 ha pubblicato l'autobiografia Una vita da guerriero, in collaborazione con i giornalisti Andrea Elefante e Roberto De Ponti.
Nel settembre del 2009 ha sporto querela contro i Manetti Bros., registi della serie L'ispettore Coliandro: nell'episodio Mai rubare a casa dei ladri (trasmesso su Rai 2 il 10 febbraio 2009) l'ispettore Borromini (interpretato da Massimiliano Bruno) definisce «bastardo» il difensore, in suo possesso al fantacalcio, per avere rimediato un cartellino rosso. Ritenendosi offeso dall'espressione, Materazzi chiede un risarcimento di un euro per ogni spettatore della puntata (risultati circa 2 300 000). In risposta l'attore Giampaolo Morelli (protagonista della fiction) dichiarò di avere voluto dedicare un omaggio al calciatore e non di arrecare un'offesa ai suoi danni. I registi della serie proposero inoltre a Materazzi di entrare a fare parte del cast della trasmissione, eliminando la scena "incriminata".
Ha prestato la voce al personaggio di Donny, comparso nell'episodio The Debarted dei Simpson e trasmesso in Italia il 29 novembre 2008.

## Caratteristiche tecniche
Era un centrale difensivo dal gioco aggressivo, ruvido e spesso falloso, aspetto che lo portava a ricevere numerosi provvedimenti disciplinari e ad avere accesi scontri con gli avversari, talvolta originati da provocazioni in campo: un perfetto esempio di ciò è l'episodio con Zinédine Zidane nella finale di coppa del mondo 2006.
L'elevata statura gli conferiva notevoli vantaggi nel gioco aereo; si segnalava inoltre per l'abilità nel battere i calci piazzati (punizioni e rigori). Detiene infatti il primato di gol per un difensore in un singolo campionato di Serie A: nella stagione 2000-2001 andò a segno per dodici volte, migliorando il record di Passarella che nel 1985-1986 aveva realizzato 11 reti. È stato anche tra i pochi difensori capaci di segnare più di dieci gol in due campionati in Serie A.

## Carriera

### Giocatore

#### Club

##### Gli esordi, la parentesi inglese e l'affermazione

Materazzi esulta dopo un gol segnato per il Perugia nel 1999.

Mosse i primi passi da calciatore nelle giovanili di Lazio e Messina. Dal 1991 al 1993 militò nel Tor di Quinto, in Promozione; giocò poi con il Marsala e il Trapani, raggiungendo con quest'ultima i play-off della Serie C1 1994-1995. Passò quindi al Perugia nel 1995, vincendovi il Campionato Primavera, per poi trasferirsi in prestito al Carpi. Rientrato in Umbria nel gennaio 1997, il 2 febbraio fece il suo esordio in A nel pareggio senza reti con l'Inter. Due settimane più tardi realizzò la prima rete, in occasione di una gara persa (2-1) contro la Juventus. Con i Grifoni conobbe la retrocessione al termine del campionato, prima dell'immediata risalita.
Dopo una parentesi in Inghilterra con l'Everton — in cui ricevette ben quattro espulsioni in ventisette presenze in campionato — fece ritorno alla compagine perugina, venendo acquistato per 8 miliardi di lire. Nominato capitano della squadra, nel torneo 2000-2001 fu autore di ben 12 gol. Il positivo rendimento tra le file umbre gli valse, inoltre, la chiamata in nazionale maggiore.

##### Inter

###### 2001-2004: le vittorie sfiorate e la squalifica
Nell'estate 2001 venne acquistato dall'Inter, disputando la prima gara proprio contro la sua ex formazione. Alla seconda presenza segnò un gol in casa del Parma, che non fu però sufficiente ai nerazzurri per ottenere la vittoria. Pur rendendosi protagonisti di una buona stagione, i milanesi non colsero alcun trofeo, venendo eliminati nelle semifinali di Coppa UEFA e fallendo l'appuntamento con lo scudetto nella giornata conclusiva del campionato. Giunta al traguardo da capolista, l'Inter uscì sconfitta dal campo della Lazio, perdendo il primato a favore della Juventus: nella circostanza Materazzi fu coinvolto in un fatto controverso, quando al termine dell'incontro una veemente discussione tra i calciatori delle due squadre rischiò di sfociare nello scontro fisico. Le telecamere ripresero inoltre il labiale del difensore mentre rammentava al laziale Nesta la vittoria del titolo da parte dei romani nel 2000, compiuta grazie anche all'affermazione dei perugini contro la Juventus. Ulteriori polemiche sorsero con Antonio Conte, all'epoca centrocampista dei bianconeri. Durante la stagione successiva i meneghini si arresero nuovamente sul filo di lana, venendo eliminati dai rivali del Milan in semifinale di Champions League — a causa della regola dei gol in trasferta — e terminando il campionato dietro la Juventus.
La terza stagione di Materazzi all'Inter fu contraddistinta da un grave episodio di violenza: dopo la gara con il Siena del 1º febbraio 2004, il difensore sferrò un pugno all'avversario Bruno Cirillo lesionandone il labbro. Ad aggravare la circostanza fu l'indebita presenza del calciatore interista in panchina, in quanto non inserito nella distinta ufficiale. Cirillo contestò inoltre il fatto che nel corso dell'incontro Materazzi lo aveva descritto come «scarso» ai propri compagni di squadra. Nonostante le scuse fornite dalla società, il giudice sportivo Maurizio Laudi inflisse una lunga squalifica al calciatore: lo stop venne fissato fino al termine di marzo, con il provvedimento riguardante anche l'attività internazionale. La gravità della situazione indusse il club, multato per 5 000 euro, a non presentare ricorso: nei giorni seguenti, Materazzi incontrò privatamente Cirillo per scusarsi dell'accaduto.
Il trentenne difensore ritornò a calcare i campi in primavera, come previsto, contribuendo al quarto posto finale in campionato.

###### 2004-2008: il ciclo Mancini

Da sinistra: gli interisti Favalli, Cambiasso, Materazzi, Stanković, Verón e Toldo durante il precampionato 2004-2005.

Nell'estate 2004 la conduzione tecnica fu affidata a Roberto Mancini, con il quale il difensore non trovò inizialmente spazio tra i titolari, tanto da ipotizzare un trasferimento al Milan nella finestra di mercato invernale del 2006. Resosi protagonista di un rendimento discontinuo, ottenne maggiori chance dopo l'affermazione al Mondiale 2006 con la maglia azzurra. Nel campionato 2006-2007 contribuì alla vittoria del tricolore con 10 reti, segnalandosi in particolare per un gol nel derby meneghino vinto per 4-3 (terminato per lui con un'espulsione) e per la marcatura in rovesciata contro il Messina. Fu inoltre autore di una decisiva doppietta nel successo contro il Siena, vittoria che assicurò ai milanesi il titolo con cinque gare di anticipo.
Minore fu invece l'apporto fornito nel torneo seguente, complice anche un infortunio subìto con la nazionale all'inizio della stagione. Chiuso nel proprio ruolo da Samuel e Córdoba, trovò l'unica rete il 27 aprile 2008 nel successo di misura con il Cagliari (2-1). Due settimane più tardi fu protagonista in negativo della partita con il Siena, fallendo peraltro un calcio di rigore dopo avere sottratto la palla al tiratore designato Cruz. L'Inter si aggiudicò comunque lo scudetto all'ultima giornata.

###### 2008-2011: i successi con Mourinho e l'ultimo anno

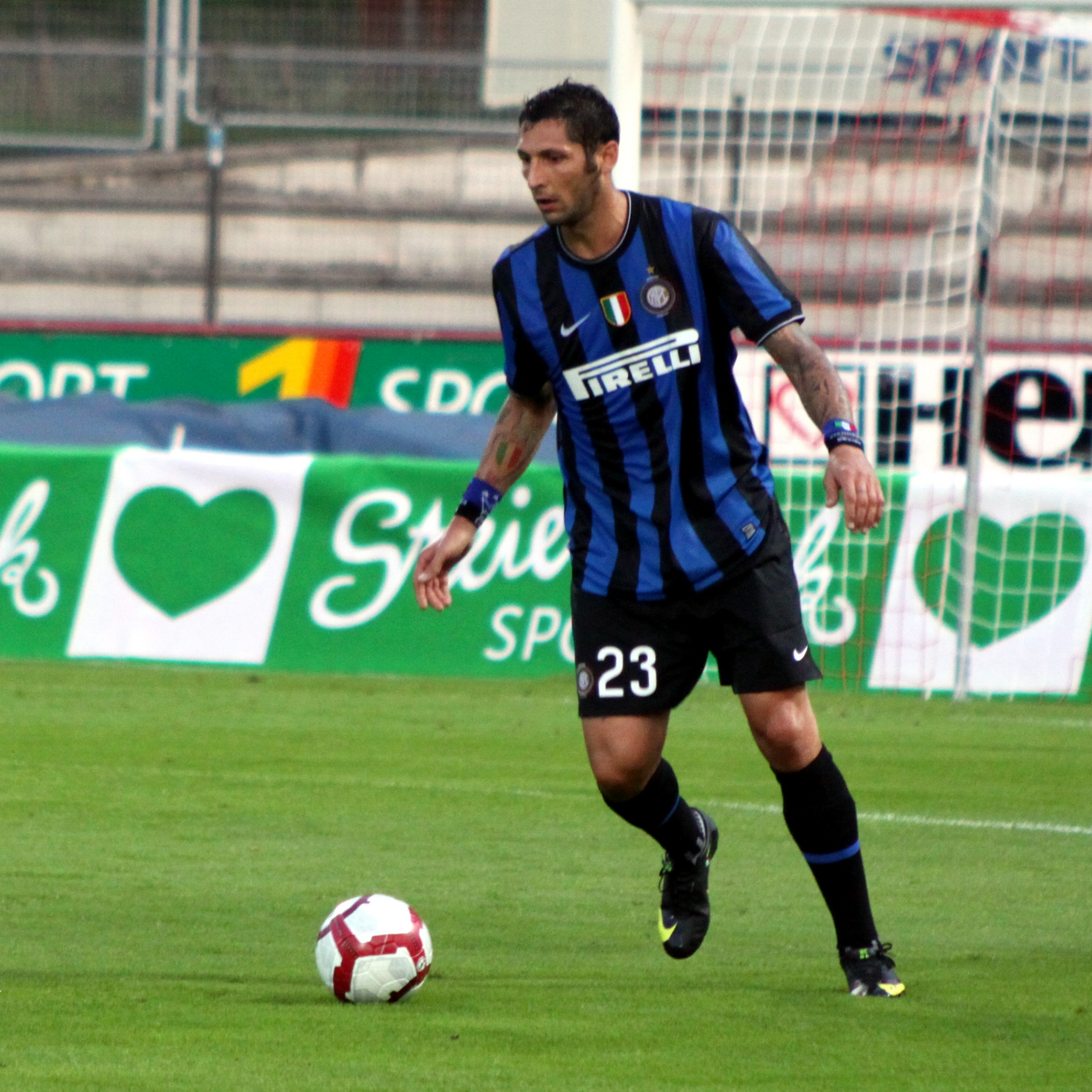
Materazzi in azione con l'Inter nel 2009.

A sostituire Mancini dopo il suo vittorioso ciclo fu José Mourinho, con il quale Materazzi venne impiegato sporadicamente. La Beneamata conquistò il titolo nazionale per la quarta stagione consecutiva, mentre il giocatore si rese protagonista dell'ennesimo episodio controverso: durante i festeggiamenti espose infatti uno striscione volgare in risposta all'altrettanto volgare striscione del rossonero Ambrosini che nel 2007 aveva dedicato ai nerazzurri dopo la loro affermazione in campionato. Un'altra polemica sorse nel gennaio 2010, quando il calciatore indossò una maschera che raffigurava Silvio Berlusconi, all'epoca Presidente del Consiglio italiano e proprietario del Milan, dopo il derby vinto dalla propria squadra: il rischio di una squalifica venne scongiurato dallo stesso Materazzi, il quale telefonò al premier, che secondo il suo stile accettò con sorriso, per scusarsi attribuendo il fatto al contesto goliardico del dopo-partita. Dal punto di vista sportivo ebbe invece modo di arricchire ulteriormente il palmarès nell'annata successiva: sotto la guida dell'allenatore portoghese i nerazzurri vinsero un altro campionato, il quinto consecutivo, oltre a trionfare in Coppa Italia e Champions League.
Nell'ultima stagione il difensore finì ai margini della squadra, anche a causa del rapporto conflittuale con il nuovo tecnico Rafael Benítez. Nel giugno 2011, dopo essersi aggiudicato la Coppa del mondo per club e un'altra coppa nazionale, risolse il contratto in accordo con la società, pur esprimendo alcune rimostranze verso il sostituto di Benítez, il brasiliano Leonardo.
La fine dell'esperienza all'Inter ne segnò di fatto la fine della carriera, a parte una breve esperienza con gli indiani del Chennaiyin come giocatore-allenatore nel 2014 (restandovi nelle successive due stagioni solo in qualità di tecnico).

#### Nazionale

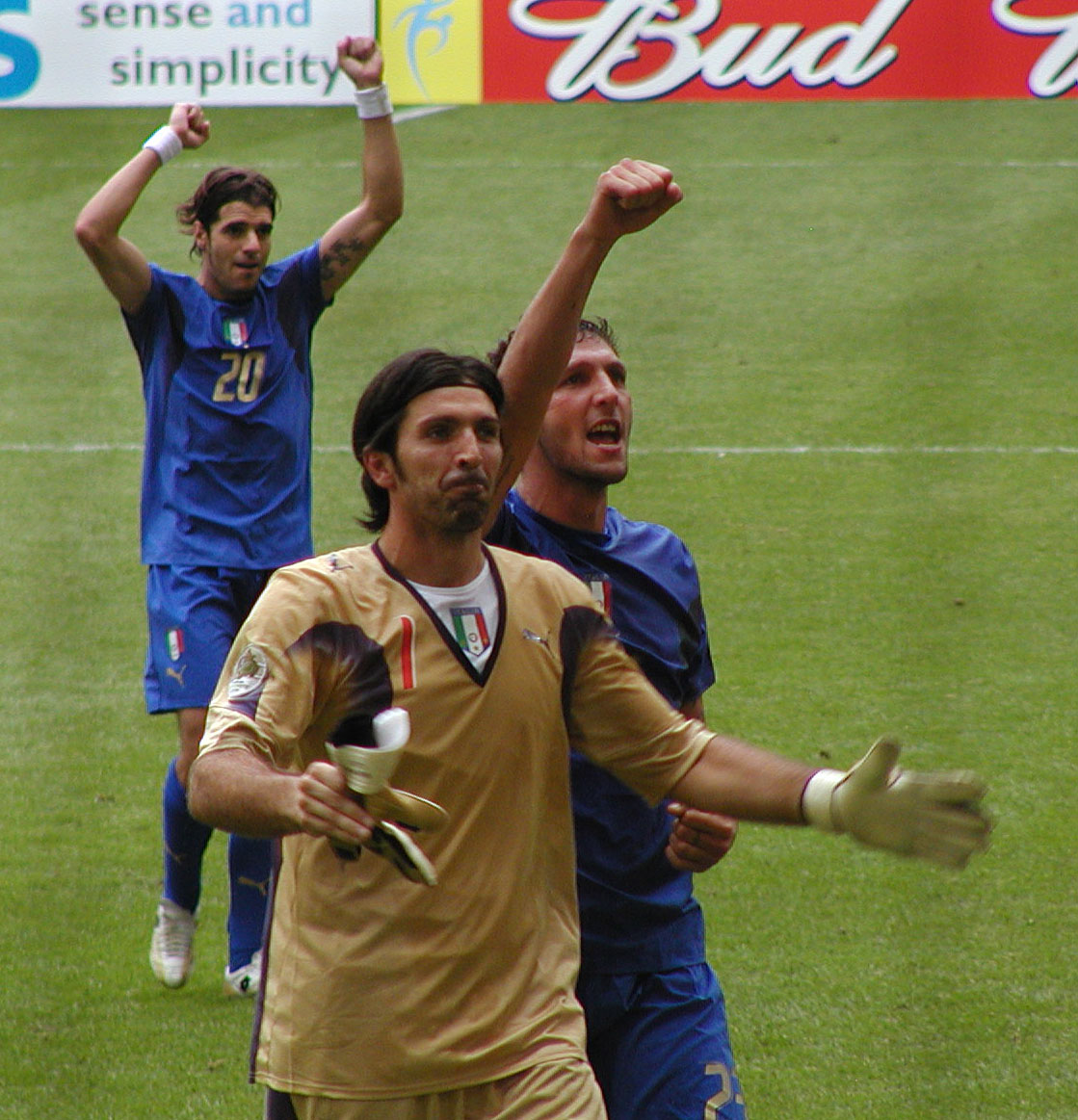
Buffon, Materazzi e Perrotta festeggiano la qualificazione dell'Italia agli ottavi di finale, al termine della sfida della fase a gironi del Mondiale 2006 contro la.

Esordì in nazionale con il commissario tecnico Giovanni Trapattoni il 25 aprile 2001, a 27 anni, giocando titolare nella gara amichevole Italia-Sudafrica (1-0), disputata a Perugia. Entrò quindi stabilmente nel giro della nazionale e viene convocato per il Mondiale 2002, nel quale ottenne una presenza subentrando al posto di Nesta nella seconda partita del girone, persa per 2-1 contro la Croazia. Partecipò anche all'Europeo 2004, dove scese in campo nell'ultima partita del girone contro la Bulgaria, che malgrado la vittoria per 2-1 sancì l'eliminazione degli Azzurri al primo turno.

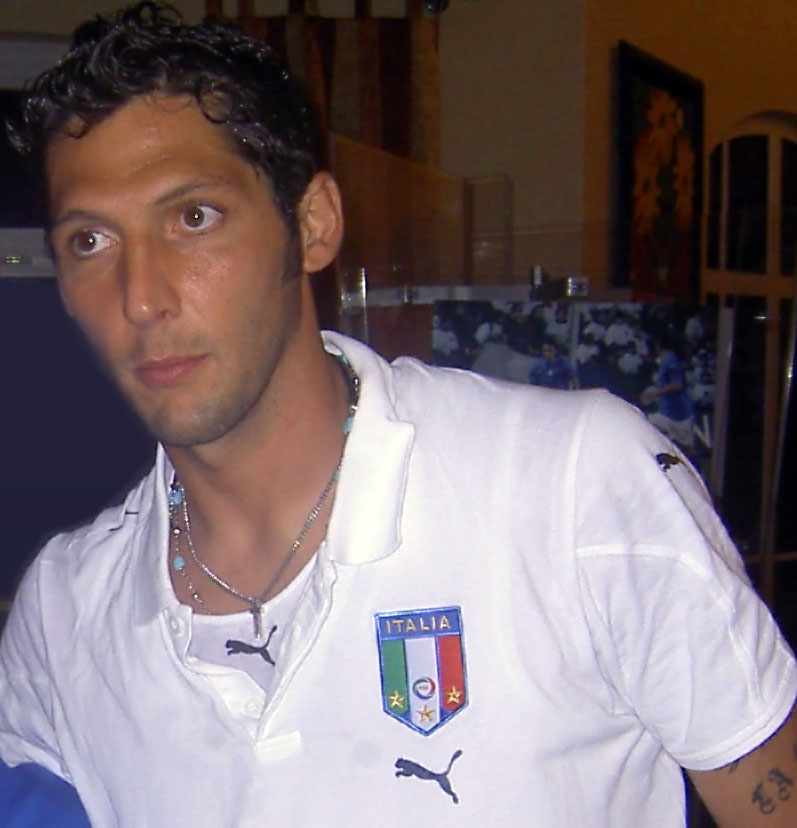
Materazzi in nazionale nel 2006.

Venne poi confermato dal nuovo commissario tecnico, Marcello Lippi, il quale gli fece anche indossare la fascia di capitano in due amichevoli. Convocato per il Mondiale 2006, debuttò subentrando all'infortunato Nesta nella terza gara del girone vinta 2-0 contro la Repubblica Ceca, nella quale realizzò anche il suo primo gol in nazionale. Espulso contro l'Australia negli ottavi di finale, ricevette un turno di squalifica. Giocò da titolare nella finale contro la Francia, nella quale provocò, al settimo minuto, il rigore con cui Zidane portò in vantaggio i transalpini, per poi, al diciannovesimo minuto, pareggiare con un colpo di testa su calcio d'angolo. Durante i tempi supplementari si rese protagonista di un celebre episodio che portò all'espulsione di Zidane, il quale lo colpì con una testata al petto dopo un breve diverbio. Trasformò poi il secondo rigore della sequenza finale, con l'Italia che si aggiudicò la vittoria dopo i tiri di rigore.
Per via dello scontro con il francese, la FIFA gli inflisse due turni di squalifica. Le cause dello scontro rimasero ignote per oltre un anno: tre giorni dopo la finale, Zidane si scusò pubblicamente ma non si rivolse direttamente al difensore italiano e lasciò intendere di essere stato provocato, e solo nell'agosto del 2007 Materazzi ammise, durante un'intervista a TV Sorrisi e Canzoni, di aver insultato la sorella dell'avversario, scatenandone la scomposta reazione. I mezzi d'informazione avevano inizialmente parlato di possibili insulti alla madre di Zidane e di epiteti razziali, voci poi smentite negli anni seguenti e che valsero al calciatore un risarcimento economico da parte dei media per i danni d'immagine derivati.
Confermato nel gruppo azzurro dal nuovo CT Roberto Donadoni, il 22 agosto 2007 subì un grave infortunio nell'amichevole di Budapest contro l'Ungheria. Saltò anche la sfida con il Portogallo del 6 febbraio 2008 per problemi alla schiena. Rientrato in occasione della gara con la Spagna, fu convocato per l'Europeo 2008. L'unica apparizione avvenne nella prima giornata, con gli Azzurri battuti per 3-0 dai Paesi Bassi. In seguito al ritorno di Lippi sulla panchina della nazionale, non venne più preso in considerazione.

### Allenatore
Dopo avere conseguito l'abilitazione ad allenatore nel luglio del 2013, un anno più tardi fu tesserato dagli indiani del Chennaiyin per svolgere un doppio ruolo sia in campo che in panchina. Terzo classificato nella stagione d'esordio, ricoprì successivamente il solo incarico di tecnico, portando la squadra a vincere il campionato nel dicembre 2015. Nel 2016 si classificò invece al penultimo posto, venendo poi esonerato nel marzo del 2017.

### Dopo il ritiro

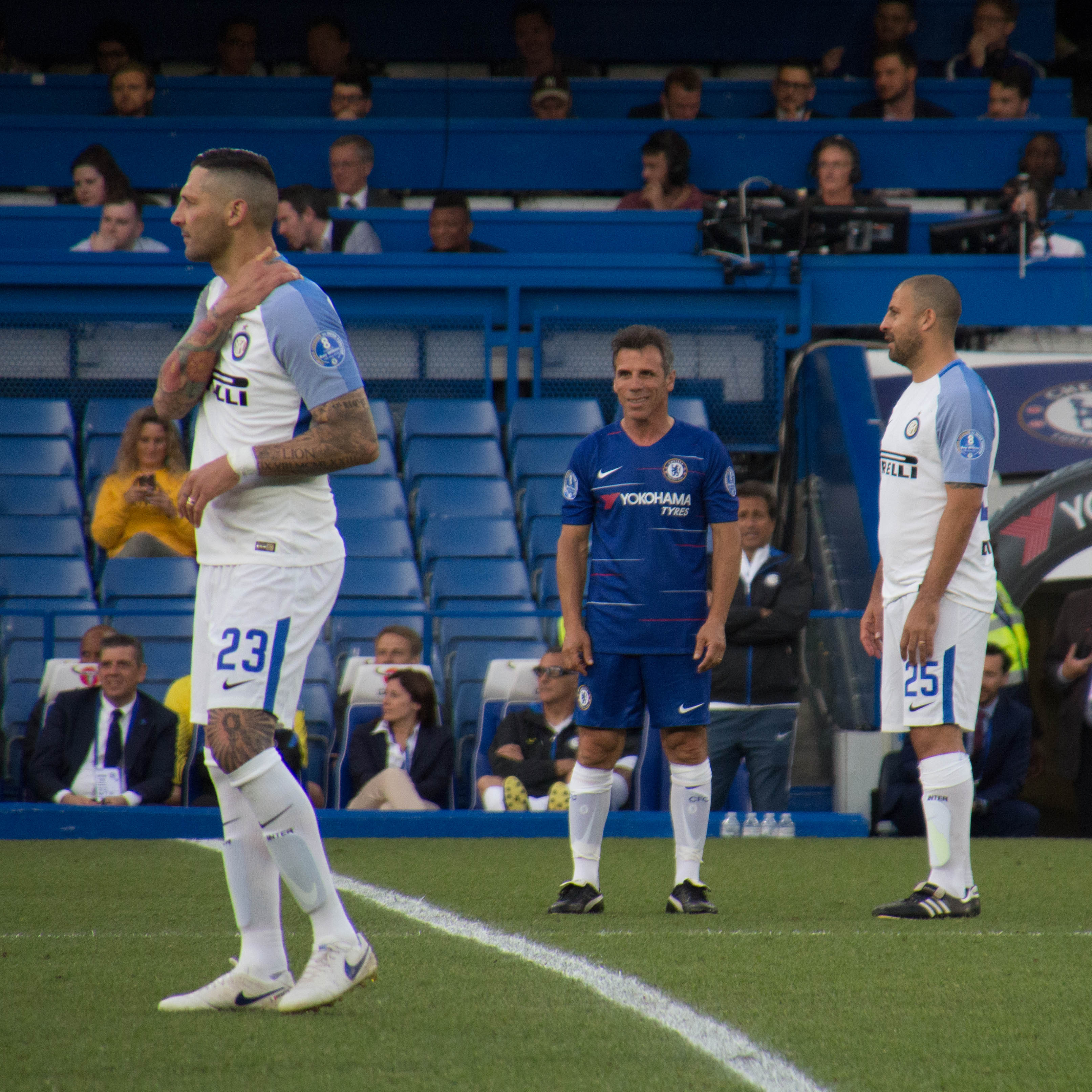
Materazzi (in primo piano) durante una partita con la selezione Inter Forever nel 2018.

Dopo aver chiuso l'esperienza con l'Inter, il 2012 e 2013 ha aperto, dapprima a Milano e successivamente a Perugia, due negozi a tempo in società con il cestista Stefano Mancinelli.
Nel settembre 2012 è divenuto opinionista per Gazza Offside, rubrica on-line curata dalla Gazzetta.
Nel giugno del 2021, insieme a Lele Adani, Massimo Ambrosini e Gianluca Zambrotta, ha partecipato a 100% Fuoriclasse, una nuova rubrica lanciata sul sito della Gazzetta.
Già impegnato da qualche anno con i progetti di Inter Forever, sempre nel giugno del 2021 ha comunicato di aver aderito, assieme ad altri ex calciatori del calibro di Amauri e Alessio Cerci, alla Island Cup, un mini campionato che ha preso il via in Florida ad agosto e che dal 2022 si è svolto in diversi paesi dell'area caraibica.
Nel febbraio del 2023 ha debuttato come opinionista di DAZN in occasione del derby di Milano vinto dall’Inter.

## Statistiche

### Presenze e reti nei club
| Stagione             | Squadra              | Campionato           | Campionato | Campionato | Coppe nazionali | Coppe nazionali | Coppe nazionali | Coppe continentali | Coppe continentali | Coppe continentali | Altre coppe | Altre coppe | Altre coppe | Totale | Totale |
| Stagione             | Squadra              | Comp                 | Pres       | Reti       | Comp            | Pres            | Reti            | Comp               | Pres               | Reti               | Comp        | Pres        | Reti        | Pres   | Reti   |
| -------------------- | -------------------- | -------------------- | ---------- | ---------- | --------------- | --------------- | --------------- | ------------------ | ------------------ | ------------------ | ----------- | ----------- | ----------- | ------ | ------ |
| 1990-1991            | Messina              | B                    | 0          | 0          | CI              | 0               | 0               | -                  | -                  | -                  | -           | -           | -           | 0      | 0      |
| 1991-1992            | Tor di Quinto        | D                    | 0          | 0          | -               | -               | -               | -                  | -                  | -                  | -           | -           | -           | 0      | 0      |
| 1992-1993            | Tor di Quinto        | D                    | 12         | 0          | -               | -               | -               | -                  | -                  | -                  | -           | -           | -           | 12     | 0      |
| Totale Tor di Quinto | Totale Tor di Quinto | Totale Tor di Quinto | 12         | 0          |                 | -               | -               |                    | -                  | -                  |             | -           | -           | 12     | 0      |
| 1993-1994            | Marsala              | D                    | 25         | 4          | -               | -               | -               | -                  | -                  | -                  | -           | -           | -           | 25     | 4      |
| 1994-1995            | Trapani              | C1                   | 13         | 2          | CI-C            | -               | -               | -                  | -                  | -                  | -           | -           | -           | 13+    | 2+     |
| 1995-1996            | Perugia              | B                    | 1          | 0          | CI              | -               | -               | -                  | -                  | -                  | -           | -           | -           | 1      | 0      |
| 1996-gen. 1997       | Carpi                | C1                   | 18         | 7          | CI-C            | ?               | 2               | -                  | -                  | -                  | -           | -           | -           | 18+    | 9      |
| gen.-giu. 1997       | Perugia              | A                    | 14         | 2          | CI              | 0               | 0               | -                  | -                  | -                  | -           | -           | -           | 14     | 2      |
| 1997-1998            | Perugia              | B                    | 32+1       | 5          | CI              | 2               | 0               | -                  | -                  | -                  | -           | -           | -           | 35     | 5      |
| 1998-1999            | Everton              | PL                   | 27         | 1          | FACup+CdL       | 2+4             | 0+1             | -                  | -                  | -                  | -           | -           | -           | 33     | 2      |
| 1999-2000            | Perugia              | A                    | 21         | 3          | CI              | 2               | 0               | Int                | 1                  | 0                  | -           | -           | -           | 24     | 3      |
| 2000-2001            | Perugia              | A                    | 30         | 12         | CI              | 2               | 0               | Int                | 1                  | 0                  | -           | -           | -           | 33     | 12     |
| Totale Perugia       | Totale Perugia       | Totale Perugia       | 98         | 22         |                 | 6               | 0               |                    | 2                  | 0                  |             | -           | -           | 106    | 22     |
| 2001-2002            | Inter                | A                    | 23         | 1          | CI              | 1               | 0               | CU                 | 8                  | 1                  | -           | -           | -           | 38     | 2      |
| 2002-2003            | Inter                | A                    | 20         | 1          | CI              | 0               | 0               | UCL                | 13                 | 0                  | -           | -           | -           | 38     | 1      |
| 2003-2004            | Inter                | A                    | 14         | 3          | CI              | 0               | 0               | UCL                | 4                  | 0                  | -           | -           | -           | 22     | 3      |
| 2004-2005            | Inter                | A                    | 26         | 0          | CI              | 5               | 0               | UCL                | 9                  | 0                  | -           | -           | -           | 43     | 0      |
| 2005-2006            | Inter                | A                    | 22         | 2          | CI              | 6               | 0               | UCL                | 10                 | 0                  | SI          | 1           | 0           | 39     | 2      |
| 2006-2007            | Inter                | A                    | 28         | 10         | CI              | 2               | 0               | UCL                | 6                  | 0                  | SI          | 1           | 0           | 39     | 10     |
| 2007-2008            | Inter                | A                    | 23         | 1          | CI              | 4               | 0               | UCL                | 3                  | 0                  | SI          | 1           | 0           | 33     | 1      |
| 2008-2009            | Inter                | A                    | 8          | 0          | CI              | 2               | 0               | UCL                | 5                  | 1                  | SI          | 0           | 0           | 16     | 1      |
| 2009-2010            | Inter                | A                    | 12         | 0          | CI              | 4               | 0               | UCL                | 4                  | 0                  | SI          | 0           | 0           | 20     | 0      |
| 2010-2011            | Inter                | A                    | 8          | 0          | CI              | 1               | 0               | UCL                | 1                  | 0                  | SI+SU+Cmc   | 1+0+0       | 0           | 13     | 0      |
| Totale Inter         | Totale Inter         | Totale Inter         | 184        | 18         |                 | 25              | 0               |                    | 63                 | 2                  |             | 4           | 0           | 276    | 20     |
| 2014                 | Chennaiyin           | ISL                  | 6+1        | 0          | -               | -               | -               | -                  | -                  | -                  | -           | -           | -           | 7      | 0      |
| Totale carriera      | Totale carriera      | Totale carriera      | 386        | 54         |                 | 37+             | 3+              |                    | 65                 | 2                  |             | 4           | 0           | 491+   | 59+    |

### Cronologia presenze e reti in nazionale
| Cronologia completa delle presenze e delle reti in nazionale ― Italia | Cronologia completa delle presenze e delle reti in nazionale ― Italia | Cronologia completa delle presenze e delle reti in nazionale ― Italia | Cronologia completa delle presenze e delle reti in nazionale ― Italia | Cronologia completa delle presenze e delle reti in nazionale ― Italia | Cronologia completa delle presenze e delle reti in nazionale ― Italia | Cronologia completa delle presenze e delle reti in nazionale ― Italia | Cronologia completa delle presenze e delle reti in nazionale ― Italia |
| Data                                                                  | Città                                                                 | In casa                                                               | Risultato                                                             | Ospiti                                                                | Competizione                                                          | Reti                                                                  | Note                                                                  |
| --------------------------------------------------------------------- | --------------------------------------------------------------------- | --------------------------------------------------------------------- | --------------------------------------------------------------------- | --------------------------------------------------------------------- | --------------------------------------------------------------------- | --------------------------------------------------------------------- | --------------------------------------------------------------------- |
| 25-4-2001                                                             | Perugia                                                               | Italia                                                                | 1 – 0                                                                 | Sudafrica                                                             | Amichevole                                                            | -                                                                     |                                                                       |
| 2-6-2001                                                              | Tbilisi                                                               | Georgia                                                               | 1 – 2                                                                 | Italia                                                                | Qual. Mondiali 2002                                                   | -                                                                     | 60’                                                                   |
| 5-9-2001                                                              | Piacenza                                                              | Italia                                                                | 1 – 0                                                                 | Marocco                                                               | Amichevole                                                            | -                                                                     |                                                                       |
| 6-10-2001                                                             | Parma                                                                 | Italia                                                                | 1 – 0                                                                 | Ungheria                                                              | Qual. Mondiali 2002                                                   | -                                                                     |                                                                       |
| 13-2-2002                                                             | Catania                                                               | Italia                                                                | 1 – 0                                                                 | Stati Uniti                                                           | Amichevole                                                            | -                                                                     |                                                                       |
| 27-3-2002                                                             | Leeds                                                                 | Inghilterra                                                           | 1 – 2                                                                 | Italia                                                                | Amichevole                                                            | -                                                                     | 56’                                                                   |
| 18-5-2002                                                             | Praga                                                                 | Rep. Ceca                                                             | 1 – 0                                                                 | Italia                                                                | Amichevole                                                            | -                                                                     | 46’                                                                   |
| 8-6-2002                                                              | Kashima                                                               | Italia                                                                | 1 – 2                                                                 | Croazia                                                               | Mondiali 2002 - 1º turno                                              | -                                                                     | 23’                                                                   |
| 21-8-2002                                                             | Trieste                                                               | Italia                                                                | 0 – 1                                                                 | Slovenia                                                              | Amichevole                                                            | -                                                                     | 46’                                                                   |
| 12-11-2003                                                            | Varsavia                                                              | Polonia                                                               | 3 – 1                                                                 | Italia                                                                | Amichevole                                                            | -                                                                     | 46’ 90’                                                               |
| 28-4-2004                                                             | Genova                                                                | Italia                                                                | 1 – 1                                                                 | Spagna                                                                | Amichevole                                                            | -                                                                     | 84’                                                                   |
| 30-5-2004                                                             | Radès                                                                 | Tunisia                                                               | 0 – 4                                                                 | Italia                                                                | Amichevole                                                            | -                                                                     | 46’                                                                   |
| 22-6-2004                                                             | Guimarães                                                             | Italia                                                                | 2 – 1                                                                 | Bulgaria                                                              | Euro 2004 - 1º turno                                                  | -                                                                     | 44’ 82’                                                               |
| 18-8-2004                                                             | Reykjavík                                                             | Islanda                                                               | 2 – 0                                                                 | Italia                                                                | Amichevole                                                            | -                                                                     | 13’                                                                   |
| 4-9-2004                                                              | Palermo                                                               | Italia                                                                | 2 – 1                                                                 | Norvegia                                                              | Qual. Mondiali 2006                                                   | -                                                                     |                                                                       |
| 8-9-2004                                                              | Chișinău                                                              | Moldavia                                                              | 0 – 1                                                                 | Italia                                                                | Qual. Mondiali 2006                                                   | -                                                                     |                                                                       |
| 13-10-2004                                                            | Parma                                                                 | Italia                                                                | 4 – 3                                                                 | Bielorussia                                                           | Qual. Mondiali 2006                                                   | -                                                                     |                                                                       |
| 17-11-2004                                                            | Messina                                                               | Italia                                                                | 1 – 0                                                                 | Finlandia                                                             | Amichevole                                                            | -                                                                     | Cap. 26’                                                              |
| 9-2-2005                                                              | Cagliari                                                              | Italia                                                                | 2 – 0                                                                 | Russia                                                                | Amichevole                                                            | -                                                                     |                                                                       |
| 26-3-2005                                                             | Milano                                                                | Italia                                                                | 2 – 0                                                                 | Scozia                                                                | Qual. Mondiali 2006                                                   | -                                                                     |                                                                       |
| 30-3-2005                                                             | Padova                                                                | Italia                                                                | 0 – 0                                                                 | Islanda                                                               | Amichevole                                                            | -                                                                     | Cap. 46’                                                              |
| 4-6-2005                                                              | Oslo                                                                  | Norvegia                                                              | 0 – 0                                                                 | Italia                                                                | Qual. Mondiali 2006                                                   | -                                                                     | 47’ 79’                                                               |
| 17-8-2005                                                             | Dublino                                                               | Irlanda                                                               | 1 – 2                                                                 | Italia                                                                | Amichevole                                                            | -                                                                     | 46’                                                                   |
| 12-10-2005                                                            | Lecce                                                                 | Italia                                                                | 2 – 1                                                                 | Moldavia                                                              | Qual. Mondiali 2006                                                   | -                                                                     |                                                                       |
| 16-11-2005                                                            | Ginevra                                                               | Italia                                                                | 1 – 1                                                                 | Costa d'Avorio                                                        | Amichevole                                                            | -                                                                     |                                                                       |
| 1-3-2006                                                              | Firenze                                                               | Italia                                                                | 4 – 1                                                                 | Germania                                                              | Amichevole                                                            | -                                                                     | 80’                                                                   |
| 31-5-2006                                                             | Ginevra                                                               | Svizzera                                                              | 1 – 1                                                                 | Italia                                                                | Amichevole                                                            | -                                                                     | 46’                                                                   |
| 2-6-2006                                                              | Losanna                                                               | Italia                                                                | 0 – 0                                                                 | Ucraina                                                               | Amichevole                                                            | -                                                                     | 75’                                                                   |
| 22-6-2006                                                             | Amburgo                                                               | Rep. Ceca                                                             | 0 – 2                                                                 | Italia                                                                | Mondiali 2006 - 1º turno                                              | 1                                                                     | 17’                                                                   |
| 26-6-2006                                                             | Kaiserslautern                                                        | Italia                                                                | 1 – 0                                                                 | Australia                                                             | Mondiali 2006 - Ottavi di finale                                      | -                                                                     | 50’                                                                   |
| 4-7-2006                                                              | Dortmund                                                              | Germania                                                              | 0 – 2 dts                                                             | Italia                                                                | Mondiali 2006 - Semifinale                                            | -                                                                     |                                                                       |
| 9-7-2006                                                              | Berlino                                                               | Italia                                                                | 1 – 1 dts (5 - 3 dtr)                                                 | Francia                                                               | Mondiali 2006 - Finale                                                | 1                                                                     | 4º titolo mondiale                                                    |
| 7-10-2006                                                             | Roma                                                                  | Italia                                                                | 2 – 0                                                                 | Ucraina                                                               | Qual. Euro 2008                                                       | -                                                                     |                                                                       |
| 11-10-2006                                                            | Tbilisi                                                               | Georgia                                                               | 1 – 3                                                                 | Italia                                                                | Qual. Euro 2008                                                       | -                                                                     | 74’                                                                   |
| 15-11-2006                                                            | Bergamo                                                               | Italia                                                                | 1 – 1                                                                 | Turchia                                                               | Amichevole                                                            | -                                                                     |                                                                       |
| 28-3-2007                                                             | Bari                                                                  | Italia                                                                | 2 – 0                                                                 | Scozia                                                                | Qual. Euro 2008                                                       | -                                                                     |                                                                       |
| 2-6-2007                                                              | Tórshavn                                                              | Fær Øer                                                               | 1 – 2                                                                 | Italia                                                                | Qual. Euro 2008                                                       | -                                                                     | 66’                                                                   |
| 6-6-2007                                                              | Kaunas                                                                | Lituania                                                              | 0 – 2                                                                 | Italia                                                                | Qual. Euro 2008                                                       | -                                                                     |                                                                       |
| 22-8-2007                                                             | Budapest                                                              | Ungheria                                                              | 3 – 1                                                                 | Italia                                                                | Amichevole                                                            | -                                                                     | 46’                                                                   |
| 26-3-2008                                                             | Elche                                                                 | Spagna                                                                | 1 – 0                                                                 | Italia                                                                | Amichevole                                                            | -                                                                     | 25’ 46’                                                               |
| 9-6-2008                                                              | Berna                                                                 | Paesi Bassi                                                           | 3 – 0                                                                 | Italia                                                                | Euro 2008 - 1º turno                                                  | -                                                                     | 55’                                                                   |
| Totale                                                                |                                                                       | Presenze (66º posto)                                                  | 41                                                                    |                                                                       | Reti                                                                  | 2                                                                     |                                                                       |

### Statistiche da allenatore
Statistiche aggiornate al 2 dicembre 2016. In grassetto le competizioni vinte.
| Stagione        | Squadra         | Campionato      | Campionato | Campionato | Campionato | Campionato | Coppe nazionali | Coppe nazionali | Coppe nazionali | Coppe nazionali | Coppe nazionali | Coppe continentali | Coppe continentali | Coppe continentali | Coppe continentali | Coppe continentali | Altre coppe | Altre coppe | Altre coppe | Altre coppe | Altre coppe | Totale | Totale | Totale | Totale | % Vittorie |
| Stagione        | Squadra         | Comp            | G          | V          | N          | P          | Comp            | G               | V               | N               | P               | Comp               | G                  | V                  | N                  | P                  | Comp        | G           | V           | N           | P           | G      | V      | N      | P      | %          |
| --------------- | --------------- | --------------- | ---------- | ---------- | ---------- | ---------- | --------------- | --------------- | --------------- | --------------- | --------------- | ------------------ | ------------------ | ------------------ | ------------------ | ------------------ | ----------- | ----------- | ----------- | ----------- | ----------- | ------ | ------ | ------ | ------ | ---------- |
| 2014            | Chennaiyin      | ISL             | 14+2       | 6+1        | 5          | 3+1        | -               | -               | -               | -               | -               | -                  | -                  | -                  | -                  | -                  | -           | -           | -           | -           | -           | 16     | 7      | 5      | 4      | 43,75      |
| 2015            | Chennaiyin      | ISL             | 14+3       | 7+2        | 1          | 6+1        | -               | -               | -               | -               | -               | -                  | -                  | -                  | -                  | -                  | -           | -           | -           | -           | -           | 17     | 9      | 1      | 7      | 52,94      |
| 2016            | Chennaiyin      | ISL             | 14         | 3          | 6          | 5          | -               | -               | -               | -               | -               | -                  | -                  | -                  | -                  | -                  | -           | -           | -           | -           | -           | 14     | 3      | 6      | 5      | 21,43      |
| Totale carriera | Totale carriera | Totale carriera | 47         | 19         | 12         | 16         |                 | -               | -               | -               | -               |                    | -                  | -                  | -                  | -                  |             | -           | -           | -           | -           | 44     | 19     | 11     | 14     | 43,18      |

## Palmarès

### Giocatore

#### Competizioni giovanili
- Campionato Primavera: 1

Perugia: 1995-1996

#### Competizioni nazionali
- Coppa Italia: 4

Inter: 2004-2005, 2005-2006, 2009-2010, 2010-2011
- Supercoppa italiana: 4

Inter: 2005, 2006, 2008, 2010
- Campionato italiano: 5

Inter: 2005-2006, 2006-2007, 2007-2008, 2008-2009, 2009-2010
- Indian Super League: 1

Chennaiyin: 2015

#### Competizioni internazionali
- UEFA Champions League: 1

Inter: 2009-2010
- Coppa del mondo per club: 1

Inter: 2010

### Nazionale
- Campionato mondiale: 1

Germania 2006

#### Individuale
- Oscar del calcio AIC: 1

Miglior difensore: 2007
- Squadra dell'anno ESM: 1

2006-2007
- Inserito nella Hall of Fame dell'Inter nella categoria Difensori

2021

### Allenatore
- Indian Super League: 1

Chennaiyin: 2015

## Opere
- Che cosa ho detto veramente a Zidane, Milano, Mondadori, 2006, ISBN 88-04-56434-2.
- Una vita da guerriero, con Roberto de Ponti e Andrea Elefante, Milano, Mondadori, 2007, ISBN 978-88-04-57307-4.